# Dietrich Bonhoeffer

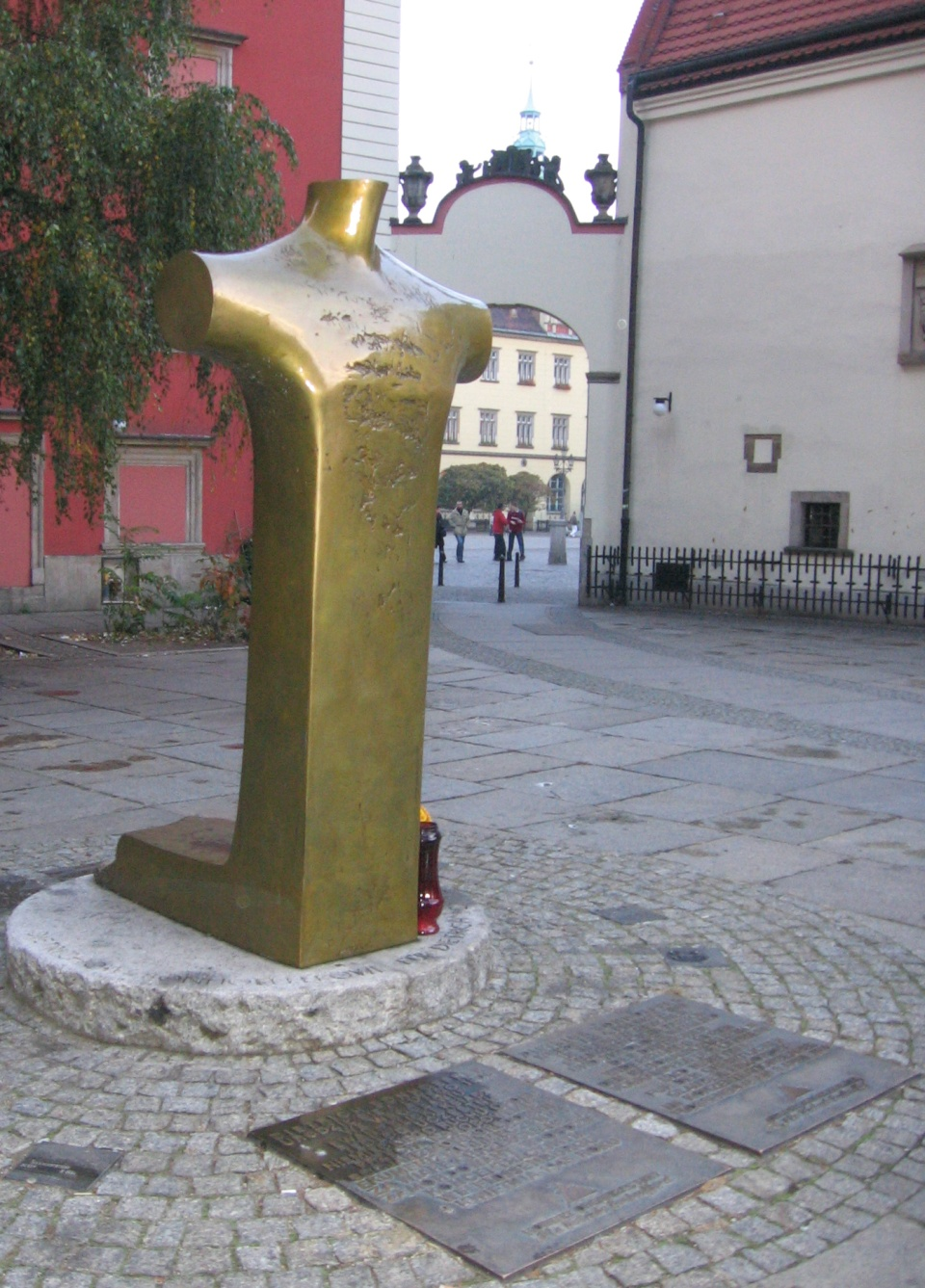
Pomnik Bonhoeffera na placu przed kościołem św. Elżbiety we Wrocławiu został odsłonięty w 1999 r.

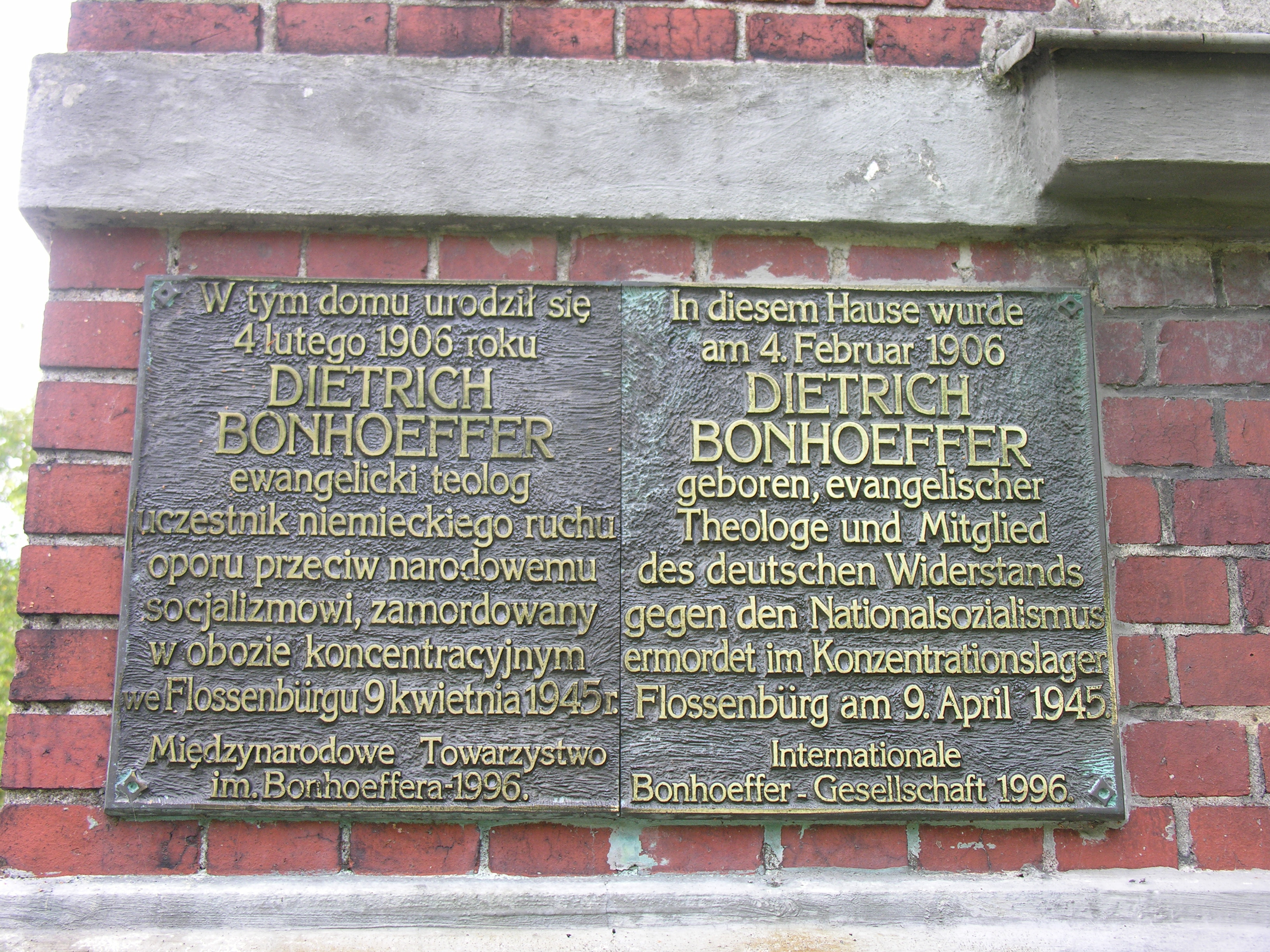
Tablica pamiątkowa w miejscu urodzenia Dietricha Bonhoeffera we Wrocławiu, na ścianie domu przy ul. Bartla 7 – została odsłonięta w 1996 r. (dawniej Am Birkenwäldchen)

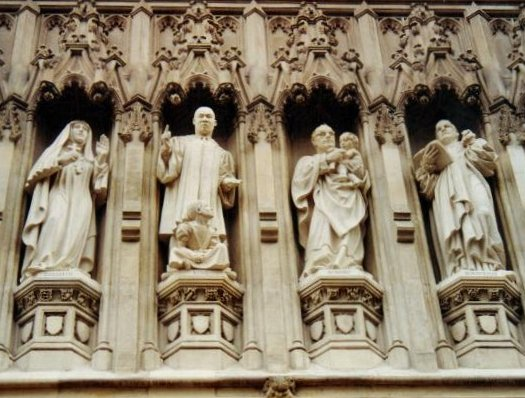
Figura Bonhoeffera (pierwsza z prawej) i innych męczenników XX wieku (Opactwo Westminsterskie, Londyn).

Dietrich Bonhoeffer, Dieter Bonhoeffer (ur. 4 lutego 1906 we Wrocławiu, zm. 9 kwietnia 1945 w obozie koncentracyjnym we Flossenbürgu) – niemiecki duchowny ewangelicki, teolog i działacz antynazistowski. Po nieudanym zamachu na Adolfa Hitlera z dnia 20 lipca 1944 wraz z innymi działaczami ruchu oporu uwięziony i po procesie przed trybunałem doraźnym stracony, na dwa tygodnie przed wyzwoleniem obozu KL Flossenbürg przez Amerykanów.

## Życiorys
Jego ojcem był psychiatra Karl Bonhoeffer. Dieter podjął studia teologiczne w Tybindze w wieku lat 17, kontynuował je w Berlinie. Za pracę pt. Sanctorum communio („Społeczność świętych”) otrzymał tytuł doktora teologii. W 1930 habilitował się i otrzymał stanowisko docenta berlińskiego uniwersytetu. 5 września 1930 wyjechał na studia zagraniczne w Union Theological Seminary w Nowym Jorku, gdzie poznał kulturę, sytuację społeczną, a przede wszystkim życie religijne Afroamerykanów w USA.
Od przełomu lat 1932 i 1933 Bonhoeffer oddalał się od kariery uniwersyteckiej, poświęcając się pracy duszpasterskiej. Jego działalność przypadała na lata rosnących wpływów Adolfa Hitlera w Niemczech, na czas, kiedy ideologia nazistowska stawała się niemiecką ideologią państwową. Wyjechał do Londynu, gdzie w latach 1933–1935 był pastorem. Po powrocie do nazistowskich Niemiec wstąpił do Kościoła Wyznającego.
Bonhoeffer przeciwstawiał się ideologii nazistowskiej widząc w niej zagrożenie dla chrześcijan, dla Niemców i dla ludzkości. Głosił hasła wzywające do pokoju (bracia w Chrystusie nie mogą skierować broni przeciw sobie, bowiem tak naprawdę skierowaliby ją przeciw Chrystusowi), nawoływał do przeciwstawiania się nazizmowi i ostrzegał przed zagrożeniem niesionym przez jego zwolenników. W 1934 roku na ekumenicznym zjeździe młodych protestantów w Danii kreślił wizje wojny, którą może wywołać nazizm.
Jego przekonania nie mogły pozostać niezauważone przez hitlerowskie władze i wkrótce (w 1935) pozbawiony został urzędowo prawa do nauczania. Stworzył wówczas półlegalne seminarium duchowne, które prowadził w Finkenwalde (dziś Zdroje, dzielnica Szczecina). Wspólnota ta stała w całkowitej opozycji do ówczesnego oficjalnego luteranizmu niemieckiego, popierającego nazizm i realizującego jego ideologię.
Bonhoeffer nie tylko pragnął swobody głoszenia Ewangelii, lecz także gotów był zaryzykować życie, sprzeciwiając się Hitlerowi i pomagając Żydom w ucieczkach. Twierdził, że „Kościół tylko wtedy staje się Kościołem, kiedy istnieje dla tych, którzy pozostają poza nim”, i postulował „bezwarunkową powinność Kościoła wobec ofiar każdego systemu społecznego, nawet jeżeli nie należą do wspólnoty chrześcijańskiej”.
Wspólnota została zlikwidowana przez gestapo w 1937, a próba wznowienia działalności w okolicy Koszalina zakończyła się rok później aresztowaniami niektórych jej uczestników. Bonhoeffer pod koniec 1938 nawiązał kontakt z opozycyjnie wobec nazizmu nastawionymi oficerami armii niemieckiej, utrzymując stałe kontakty z Kościołami zagranicznymi. Przed wybuchem wojny, wiosną 1939 odwiedził Anglię, gdzie rozmawiał z biskupem Chichester, Georgiem Bellem i występował jako przedstawiciel opozycji wobec Hitlera, a następnie Stany Zjednoczone, skąd wrócił w 1940. Objęty zakazem publikacji, pracy naukowej i głoszenia kazań nawiązał bliski kontakt z admirałem Wilhelmem Canarisem, szefem Abwehry (krytycznie nastawionym wobec Hitlera i jego najbliższych współpracowników), dzięki czemu uzyskał chroniącą go w znacznej mierze przed gestapo legitymację pracownika wywiadu, dzięki której też mógł poruszać się dość swobodnie po Niemczech i przekraczać granice. Podczas jednej ze swoich podróży do Sztokholmu spotkał się z Bellem, za którego pośrednictwem przekazał Brytyjczykom dowody eksterminacji Żydów oraz zwrócił się do nich w imieniu grupy spiskowców – w tym generałów Hansa Ostera i Ludwiga Becka – o pomoc w usunięciu Hitlera. Brytyjczycy potraktowali jednak przekazaną prośbę jako prowokację i nie zareagowali.
W styczniu 1943 zaręczył się z Marią von Wedemayer, a 5 kwietnia został aresztowany pod ogólnym zarzutem „osłabiania potencjału wojennego Niemiec”, wobec braku konkretnych dowodów uczestnictwa w spisku przeciw Hitlerowi. Wpływy Canarisa nie były wystarczające, aby Bonhoeffera uwolnić, ale pozwoliły na przeniesienie go z aresztu policyjnego gestapo do względnie spokojnego więzienia w Berlinie, w którym wiele pisał. Jego zapiski ukazały się po wojnie w tomie pt. Widerstand und Ergebung („Opór i poddanie”).
Nie skorzystał z możliwości ucieczki z więzienia, a po nieudanym zamachu na Hitlera 20 lipca 1944 i wykryciu związku z tym zamachem Canarisa i grupy współpracujących z nim oficerów – oraz Bonhoeffera – pastor został w październiku 1944 przeniesiony ponownie do więzienia gestapo. Stamtąd trafił do obozu koncentracyjnego w Buchenwaldzie. Hitler nie zapomniał o nim nawet w obliczu katastrofy Niemiec: na jego osobisty rozkaz 9 kwietnia 1945, dwa tygodnie przed wkroczeniem Amerykanów, Bonhoeffer wraz z admirałem Canarisem i generałem Osterem został postawiony przed trybunałem doraźnym, skazany i stracony na szubienicy w obozie Flossenbürg.
Jego myśl teologiczna nacechowana chrystocentryzmem, wraz z rozważaniami na temat „bezreligijnego chrześcijaństwa”, którym męczeńska śmierć teologa nadała jeszcze głębszą wymowę, wywarła istotny wpływ na powojenną teologię w Wielkiej Brytanii i Ameryce, a także na polskich intelektualistów i działaczy opozycji, takich jak Stanisław Barańczak czy Jacek Kuroń oraz na twórczość Tadeusza Różewicza.

## Kalendarium
- 4 lutego 1906 – rodzą się Dietrich i Sabine, szóste i siódme dziecko mieszczańskiej rodziny z Wrocławia.
- 1913 – rozpoczyna naukę w szkole Friedrichswerdersches Gymnasium w Berlinie.
- marzec 1916 – rodzina Bonhoefferów przeprowadza się do domu przy Wangenheimstrasse 14 w Berlinie (dzielnica Grünewald).
- marzec 1923 – w Grunewald-Gymnasium Dietrich zdaje maturę. W semestrze letnim rozpoczyna studia teologiczne na uniwersytecie w Tybindze.
- 1924 – po dwóch semestrach studiów w Tybindze Dietrich wraca do Berlina, gdzie kontynuuje studia na uniwersytecie berlińskim. Tego samego roku spędza 3 miesiące w Rzymie, odbywa także podróże na Sycylię i do Afryki Północnej.
- 1926 – pierwsze doświadczenia w praktyce teologicznej (nabożeństwa dla dzieci).
- 1927 – złożenie pracy doktorskiej Sanctorum Communio i jej obrona.
- 1928
  - styczeń – pierwszy egzamin z praktycznej wiedzy teologicznej.
  - luty – jednoroczny wikariat w Barcelonie połączony z pracą katechetyczną z dziećmi w ramach nabożeństw dziecięcych. Podróże po Hiszpanii w towarzystwie brata Klausa.
- luty 1929 – powrót do Berlina, asystentura na uniwersyteckiej katedrze teologii systematycznej.
- 1930
  - lipiec – drugi egzamin teologiczny. Habilitacja w zakresie teologii systematycznej (temat: Akt i bycie). Otwarty wykład habilitacyjny: Pytanie o człowieka we współczesnej filozofii i teologii.
  - wrzesień – wyjazd do Stanów Zjednoczonych: jednoroczne stypendium DAAD przeznaczone na studia na Union Theological Seminary w Nowym Jorku.
- 1931
  - czerwiec – powrót do Berlina, asystentura na Wydziale Teologicznym uniwersytetu berlińskiego. Dietrich rozpoczyna działalność ekumeniczną. Jesienią zostaje wybrany na sekretarza ds. młodzieży na posiedzeniu Światowego Związku Krzewienia Przyjaźni za pośrednictwem Kościołów w Cambridge. Przyjęcie funkcji duszpasterza akademickiego w Wyższej Szkole Technicznej w Berlinie Charlottenburgu.
  - listopad – ordynacja, stanowisko wikariusza synodalnego przy Kościele Syjonu w Berlinie, opieka nad dziećmi przygotowującymi się do konfirmacji.
- 1933 – przeciwstawia się tzw. „paragrafom aryjskim” w Kościele. Powstaje jego artykuł: Kościół wobec kwestii żydowskiej. Gestapo zakłóca prowadzoną przez Bonhoeffera kampanię wyborczą do władz Kościoła. Spór z teologią Niemieckich Chrześcijan. Współpraca przy „wyznaniu z Bethel”.
- od października 1933 do kwietnia 1935 – funkcja proboszcza w dwóch niemieckich parafiach w Londynie. Znajomość z biskupem Chichesteru, współpraca w Ruchu Ekumenicznym.
- od kwietnia 1935 do marca 1940 – utworzenie i prowadzenie seminarium kaznodziejskiego Kościoła Wyznającego w Zingst oraz Finkenwalde (obecnie Szczecin Zdroje), które zostaje zamknięte w 1937. Następnie wikariaty zbiorcze w Koszalinie (Köslin), Słonowicach (Gross Schlönwitz), Waszkowo, Tychowo (Sigurdshof).
- wrzesień/październik 1938 – pisze książkę Życie wspólne.
- 1939
  - marzec/kwiecień – pobyt w Londynie, spotkanie z biskupem Chichesteru, George’em Bellem.
  - czerwiec – wyjazd do Nowego Jorku.
  - lipiec – powrót z USA przez Londyn do Berlina.
- sierpień 1940 – zakaz publicznych wystąpień nałożony na Bonhoeffera z powodu „działalności szkodliwej dla narodu”.
- od listopada 1940 do lutego 1941 – pobyt w klasztorze Ettal, praca nad książką Etyka.
- marzec 1941 – zakaz druku i publikacji oraz zakaz pełnienia obowiązków służbowych w Berlinie. Bonhoeffer przyłącza się do ruchu oporu przeciwko Hitlerowi, zgromadzonemu wokół admirała Canarisa. Podróże do Szwajcarii.
- lato 1942 – podróż do Szwecji na spotkanie z Bellem. Celem jest zbadanie stanowiska rządu angielskiego względem niemieckiego ruchu oporu.
- 1943
  - styczeń – zaręczyny z Marią von Wedemeyer.
  - 5 kwietnia 1943 – aresztowanie, pobyt w więzieniu śledczym Wehrmachtu w Tegel.
- 8 października 1944 – po nieudanym zamachu na Hitlera oraz odnalezieniu akt o działalności ruchu oporu w Zossen, Bonhoeffer zostaje przeniesiony do więzienia Gestapo przy Prinz-Albrecht-Strasse.
- 1945
  - 5 kwietnia – na rozkaz Hitlera zarządzone zostaje egzekucja Bonhoeffera i innych członków ruchu oporu z szeregów Abwehry.
  - 8 kwietnia – w obozie koncentracyjnym Flossenbürg, do którego przewieziono więźniów, zbiera się sąd pod przewodnictwem Ottona Thorbecka. Wszystkich oskarżonych (Bonhoeffera, Canarisa, Ostera, Gehrego, Sacka) skazano na śmierć.
  - 9 kwietnia – wykonanie wyroku śmierci.